# ريتا فاريا
ريتا فاريا باول  (اسم الولادة فاريا؛ ولدت في 23 أغسطس 1943) هي طبيبة هندية وعارضة أزياء سابقة والفائزة بمسابقة ملكة جمال العالم لعام 1966. ولدت فاريا في بومباي لوالدين من غوان، وهي أول امرأة آسيوية تفوز بمسابقة ملكة الجمال. وهي أيضًا أول فائزة ملكة جمال العالم كونها طبيبة.

## الحياة الشخصية
تعيش فاريا حاليًا في دبلن بأيرلندا مع زوجها، طبيب الغدد الصماء ديفيد باول، والذي تزوجته عام 1971. لديها ابنتان.

## روابط خارجية
- عنوان المقال
- http://www.missworld.com